# Вітекс

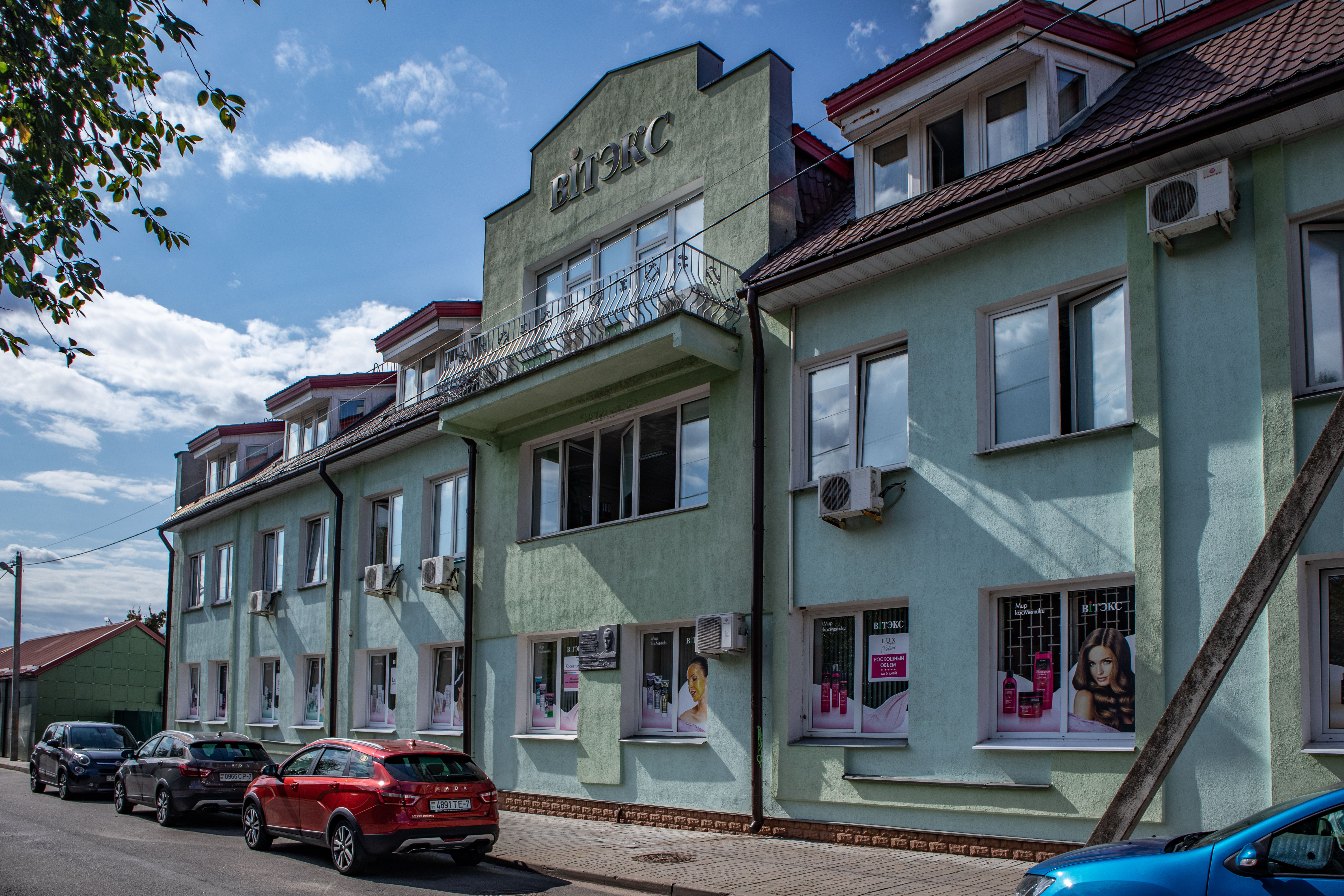

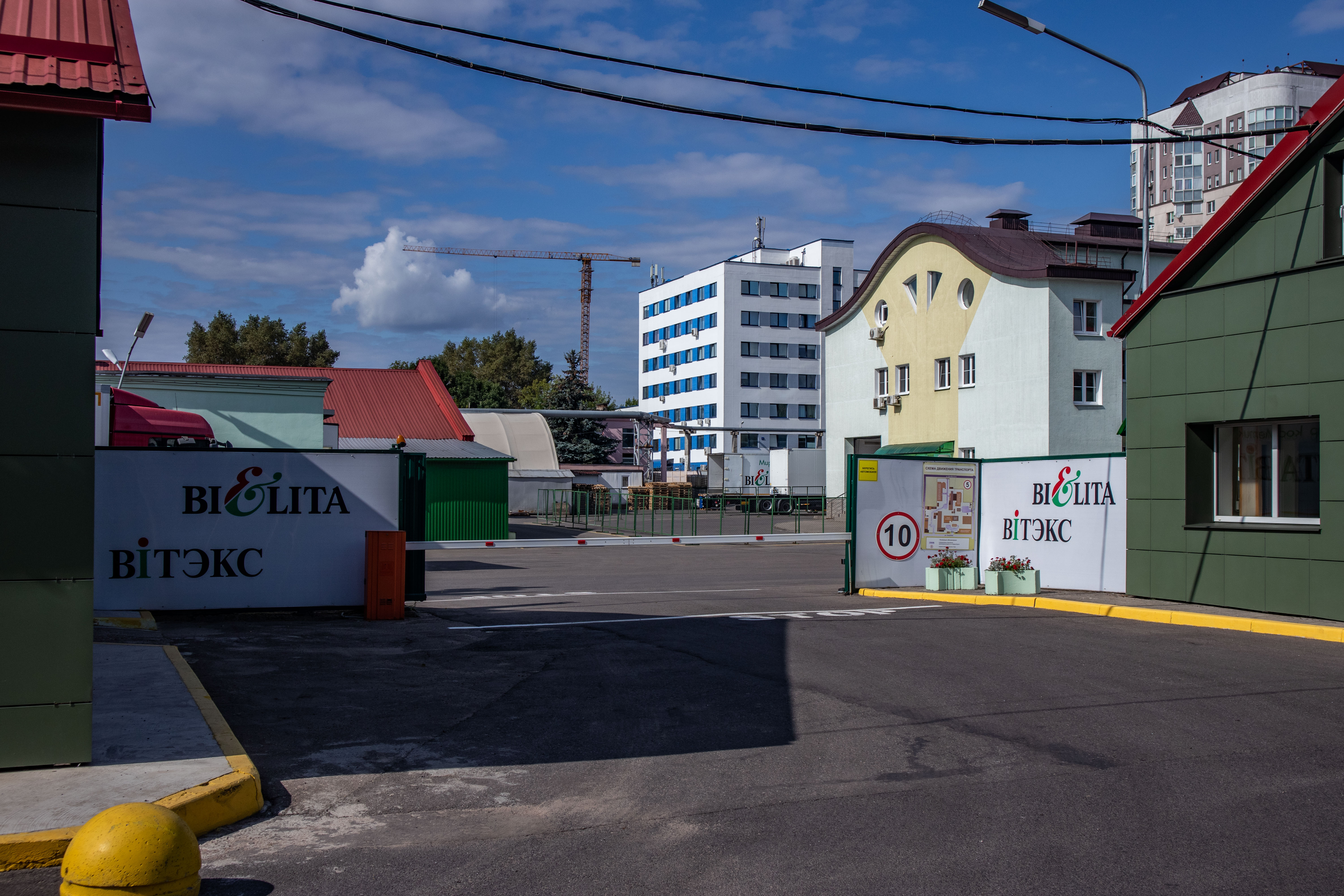

«Вітекс» також «Vitex» (біл. Вітэкс) — велике косметичне підприємство в Білорусі, засноване в серпні 1988 року в Мінську під назвою «Білпобуткомплект» («біл. Белбыткамплект»).

## Опис
Виробляє косметику під власною торговою маркою «Вітекс» та торговою маркою спільного підприємства «Беліта», а також соки та яблучні чипси «Фрута Віт». Має власну випробувальну лабораторію та центр розробки, виробництво ароматизаторів та упакування, цех упакування. У 2018 році у Vitex було понад 270 магазинів у 7 європейських країнах та Казахстані. Всього було 559 магазинів Belita-Vitex (48 % власних):
- Білорусь — 134 магазини (24 %) у всіх регіонах, з них 39 у Мінську (29 % у Білорусі) та 10 у Вітебську та Могилеві;
- Росія — 295 магазинів (53 %) у більш ніж 50 містах, у тому числі 18 у Ростові-на-Дону, 17 у Володимирській області та ще 7 у Володимирі, 16 у Воронежі та Курську, 14 у Волгограді, 13 у Новосибірську, 12 у Брянськ, 11 в Орлі та по 10 у Смоленську та Краснодарі, 11 у Ставропольському краї та 3 у Ставрополі, 8 в Одинцовському районі Московської області та 3 у Москві;
- Україна — 68 магазинів (12 %) у 28 містах, у тому числі 9 у Крапівницькому та 7 в Одесі, Запоріжжі та Києві, 14 у 6 містах окупованого Криму (6 у Севастополі);
- Молдова — 36 магазинів у 11 містах, у тому числі 11 у Тирасполі та 9 у Кишиневі;
- Казахстан — 14 магазинів у 8 містах, у тому числі 4 в Костанаї та 3 в Караганді.
- Латвія — 8 магазинів, у тому числі 7 у Ризі та 1 у Єлгаві;
- Румунія — 2 магазини (Сучава та Ясси);
- Чехія — 2 магазини в Празі.

## Історія
- 24 серпня 1988 року в Мінську (Білоруська РСР) було засновано колективне підприємство «Білпобуткомплект» («біл. Белбыткамплект») на чолі з Віктором Терещенком на базі республіканської бази «Білпобутзабезп» («біл. Белбытзабесп»).
- У листопаді 1989 року «Білпобуткомплект» («біл. Белбыткамплект») створив акціонерне товариство «Беліта» з італійським АТ «Живіє» (Вернате, Ломбардія). Обладнання та косметичні розробки були доставлені з Італії.
- У 1990 році під торговою маркою «Беліта» випускається 4 види шампуню («Кропива», «Меліса», «Аер» і «Шавлія»), лосьйон «Іткур» і бальзам для волосся «Ревівор».
- У 1991 році «Білпобуткомплект» («біл. Белбыткамплект») налагодив виробництво пластикової тари для косметики.
- У 1992 році ТОВ «Беліта» розпочало виробництво косметики для тіла.
- У 1993 році була додана косметика для обличчя. Тоді ж у Вітебську відкрився перший магазин ТДА «Беліта-Вітекс».
- У 1995 році під торговою маркою «Вітекс» випущена фарба для волосся «Флора» і зубна паста «Віта». «Білпобуткомплект» («біл. Белбыткамплект») створив випробувальну лабораторію.
- 23 грудня 1996 року колективне підприємство «Білпобуткомплект» («біл. Белбыткамплект») було з акціонерного товариства перетворене на закрите акціонерне товариство.
- У 1997 році ТОВ «Беліта» розробило 6 бальзамів для фарбування волосся.
- У 1998 році ЗАТ «Білпобуткомплект» («біл. Белбыткамплект») розпочало виробництво пластмасових косметичок та вперше поставило косметику в США.
- У 1999 році був створений науково-координаційний центр «Беліта-Вітекс», що дозволило компанії стати першим розробником косметики в Білорусі. У
- 2002 році ЗАТ «Білпобуткомплект» («біл. Белбыткамплект») було перейменовано на «Вітекс».[3]
- У 2005 році виробництво було розширено до 110 косметичних засобів. ЗАТ «Вітекс» відкрило кілька власних магазинів у Білорусі та має торгових представників у Росії та Україні. ТОВ «Беліта» розпочало виробництво косметики.
- У 2007 році ЗАТ «Вітекс» було найбільшим виробником косметики в Білорусі.[4]
- У 2009 році ЗАТ «Вітекс» відкрило новий завод з упакування площею 0,25 га, 2-й цех косметики та парфумерну секцію.
- У 2010 році «Вітекс» застрахував понад 90 % свого експорту.
- У 2011 році Vitex розпочав виробництво близько 100 видів рослинних ароматів у новій будівлі та освоїв виробництво мила. Запрацювала лінія упакування косметики у вакуумні упакування. Під торговою маркою «Belita» почали випускати професійну косметику для салонів краси.[5]
- У 2015 році відкрито будівлю для управління ТОВ «Беліта» площею 0,19 га (Мінськ, вул. Снежанцау, 29а). Розпочато виробництво сухих шампунів.
- У 2016 році було відкрито 2 корпус компанії «Вітекс» з виробництва бальзамів для волосся. Беліта почала робити парфуми.